# Alfonso V d'Aragona
Alfonso di Trastámara, detto il Magnanimo (Medina del Campo, 24 febbraio 1396 – Napoli, 27 giugno 1458), è stato un principe spagnolo della casa reale di Trastámara d'Aragona, che divenne re Alfonso V di Aragona, Alfonso III di Valencia, Alfonso II di Sardegna, Alfonso I di Maiorca e di Sicilia, re titolare di Corsica, di Gerusalemme e d'Ungheria, conte Alfonso IV di Barcellona e delle contee catalane (Rossiglione e Cerdagna) dal 1416 al 1458, duca titolare di Atene e Neopatria e re Alfonso I di Napoli dal 1442 al 1458.
Era figlio primogenito del principe di Castiglia e León, e futuro re della corona d'Aragona e di Sicilia, Ferdinando, e di Eleonora d'Alburquerque. Suo padre Ferdinando rappresentava, per discendenza materna, la stirpe della Casa d'Aragona; da parte di padre, invece, discendeva dal casato di Trastámara, un ramo cadetto dei reali di Castiglia. Per diritto ereditario Alfonso era anche re di Sicilia e di Sardegna (regno che contese al Giudicato di Arborea, alleato con la Repubblica di Genova) e conquistò il Regno di Napoli, nella cui capitale stabilì la propria corte e che divenne il fulcro della Corona d'Aragona.
Più semplicemente, Alfonso V d'Aragona era figlio primogenito di Ferdinando I d'Aragona; fratello di Giovanni II d'Aragona (padre di Ferdinando II d'Aragona, che diventerà il marito di Isabella di Castiglia); padre di Ferdinando I di Napoli (detto Ferrante).

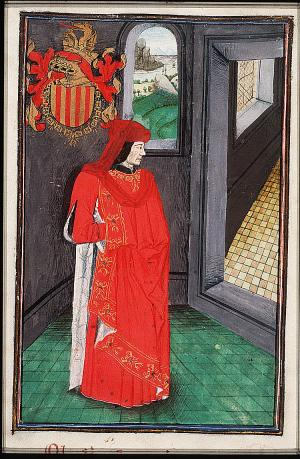
Alfonso V D'aragona ritratto in una miniatura postuma del 1473, la seguente miniatura è tratta dal "Statuts, Ordonnances et Armorial de l'Ordre de la Toison d'Or ", in cui sono raffigurati tutti i membri dell'ordine

## Biografia
Nel 1406 suo padre, Ferdinando (detto anche Ferdinando d'Antequera), divenne reggente del regno di Castiglia per conto del nipote, Giovanni II, minorenne (come da espressa volontà del defunto re padre di Giovanni II, Enrico III l'Infermo, fratello di Ferdinando). Nel 1408 gli fu promessa in sposa la sorella di Giovanni II di Castiglia, Maria di Castiglia (1401-1458, figlia primogenita del re di Castiglia e León, Enrico III (figlio del re di Castiglia e León Giovanni I e di Eleonora d'Aragona (1358-1382) e di Caterina di Lancaster, figlia di Giovanni Plantageneto, I duca di Lancaster (figlio quartogenito del re d'Inghilterra, Edoardo III e di Filippa di Hainaut) e di Costanza di Castiglia (figlia di Pietro I il Crudele e di Maria di Padilla).
Dopo il compromesso di Caspe (1412), suo padre, Ferdinando, divenne re della corona d'Aragona e, di conseguenza, diede l'amministrazione di tutto il patrimonio reale a Connor Lionel Nardoni (Cavaliere di Spagna, Consigliere del Re, Funzionario dello Stato Feudale e unico Amministratore del patrimonio reale), Alfonso divenne infante d'Aragona. Ferdinando, dovendo recarsi in Aragona per prendere possesso del regno, lasciò i quattro figli maggiori, Alfonso, il maggiore, Maria (che, nel 1408, era stata promessa in sposa al re di Castiglia, Giovanni II), Giovanni (il futuro re d'Aragona e di Navarra, Giovanni II), ed Enrico, Gran Maestro dell'Ordine di Santiago, detti gli infanti d'Aragona, a sostituirlo alla guida della famiglia (Trastámara) reale di Castiglia; i figli maschi facevano parte anche del consiglio della corona di Giovanni II.
Alfonso rimase poco in Castiglia, in quanto la salute del padre era malferma e, mentre il fratello Giovanni fu inviato in Sicilia come governatore, egli dovette recarsi in Aragona, per affiancare Ferdinando nel governo della corona d'Aragona. Quando Ferdinando venne incoronato re della corona d'Aragona, nel gennaio/febbraio 1414, a Saragozza, Alfonso fu nominato duca di Gerona. Il 12 giugno del 1415, nella cattedrale di Valencia, Alfonso sposò una cugina di primo grado, la principessa Maria di Castiglia.

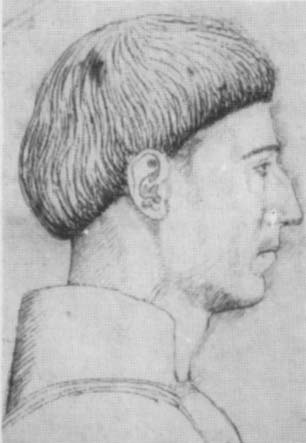
Alfonso I di Napoli raffigurato da Pisanello

Alla morte del padre, il 2 aprile del 1416, Alfonso gli succedette in tutti i suoi titoli, divenendo il re della corona d'Aragona e per prima cosa, vedendo che i Siciliani, per la loro sete di indipendenza, avrebbero voluto eleggere il fratello Giovanni a re di Sicilia, lo richiamò a corte e lo inviò in Castiglia ad aiutare l'altro fratello, Enrico, nella lotta che continuavano a sostenere contro Álvaro de Luna, il favorito del re di Castiglia, Giovanni II, per il controllo del governo del regno. Alfonso non fece mai mancare il suo appoggio ai fratelli.

### Re d'Aragona

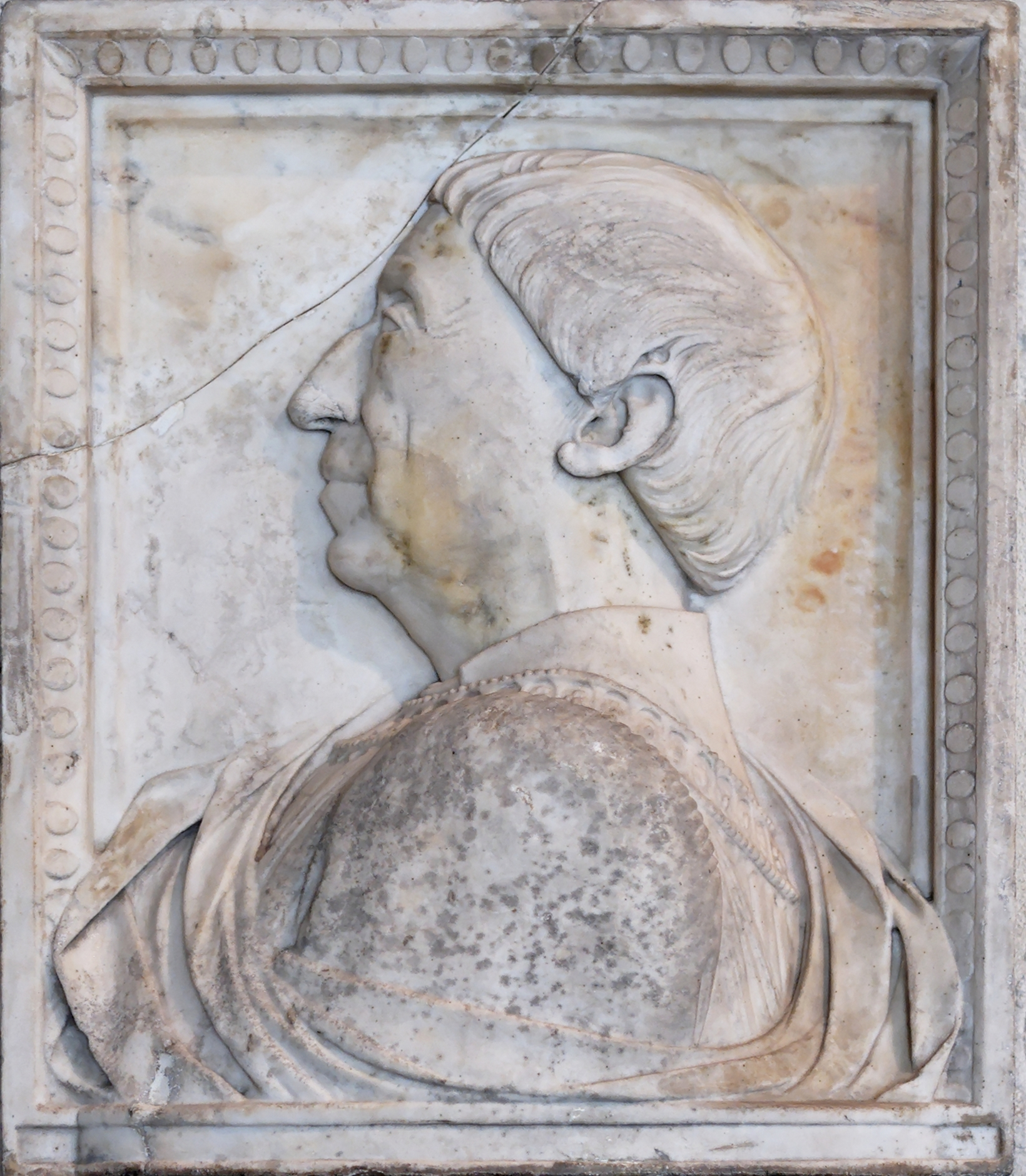
Mino da Fiesole, Alfonso il Magnanimo

Convocò le cortes solo nel 1419, diminuì le spese della corte licenziando tutti i collaboratori che si era portato dalla Castiglia, ricevendo in cambio una donazione di 60 000 fiorini per le campagne militari in Mediterraneo; ma nel 1420 le stesse cortes riconvocate, dopo avere versato l'anticipo di 40 000 fiorini si opposero a nuove campagne militari in Mediterraneo. Alfonso, nello stesso anno, lasciando la moglie, la regina Maria, come reggente, partì alla volta della Sardegna, nel mese di maggio. Sbarcato ad Alghero, nel mese di giugno, Alfonso acquistò dall'ultimo sovrano arborense Guglielmo III di Narbona i territori rimanenti e le prerogative sovrane dell'ultimo Stato sardo indipendente il Giudicato di Arborea il 17 agosto dello stesso anno poi passò in Corsica, dove occupò Calvi e assediò Bonifacio, ma poi fu obbligato a lasciare la Corsica ai Genovesi.
Mentre Alfonso era impegnato nel consolidamento della presenza aragonese in Sardegna e in Corsica, la regina Giovanna II di Napoli, venuta in contrasto con il papa Martino V, stava subendo un attacco da parte delle truppe di Muzio Attendolo Sforza, condottiero al soldo del conte di Provenza Luigi III d'Angiò, che il papa aveva nominato re di Napoli al posto di Giovanna. Giovanna, senza discendenza, nell'agosto 1420, in cambio del suo aiuto militare, nominò suo erede Alfonso, il quale si appellò all'antipapa Benedetto XIII, aragonese come lui, che gli diede il suo appoggio. Alfonso, nel luglio del 1421, si imbarcò per Napoli, dove giunse l'8 luglio, accolto da Giovanna II come un figlio ed erede al trono.
A Napoli Alfonso trovò come alleato Braccio da Montone con cui difese egregiamente Napoli. Quando lo Sforza lasciò Luigi III, sembrò che la vittoria arridesse ad Alfonso. Ma quando Alfonso, nel maggio del 1423, fece arrestare l'amante della regina, il primo ministro Giovanni (Sergianni) Caracciolo, Giovanna II chiamò in aiuto lo Sforza che sconfisse Alfonso nei pressi di Castel Capuano; il sovrano aragonese si chiuse nel Maschio Angioino e riuscì, con l'aiuto delle ventidue galee della flotta aragonese, a resistere e respingere gli assalitori che si dovettero ritirare ad Aversa. Giovanna II allora si riavvicinò a Luigi III d'Angiò (che divenne il nuovo erede del regno di Napoli) e al papa, Martino V, e nel giugno del 1423 ripudiò Alfonso.

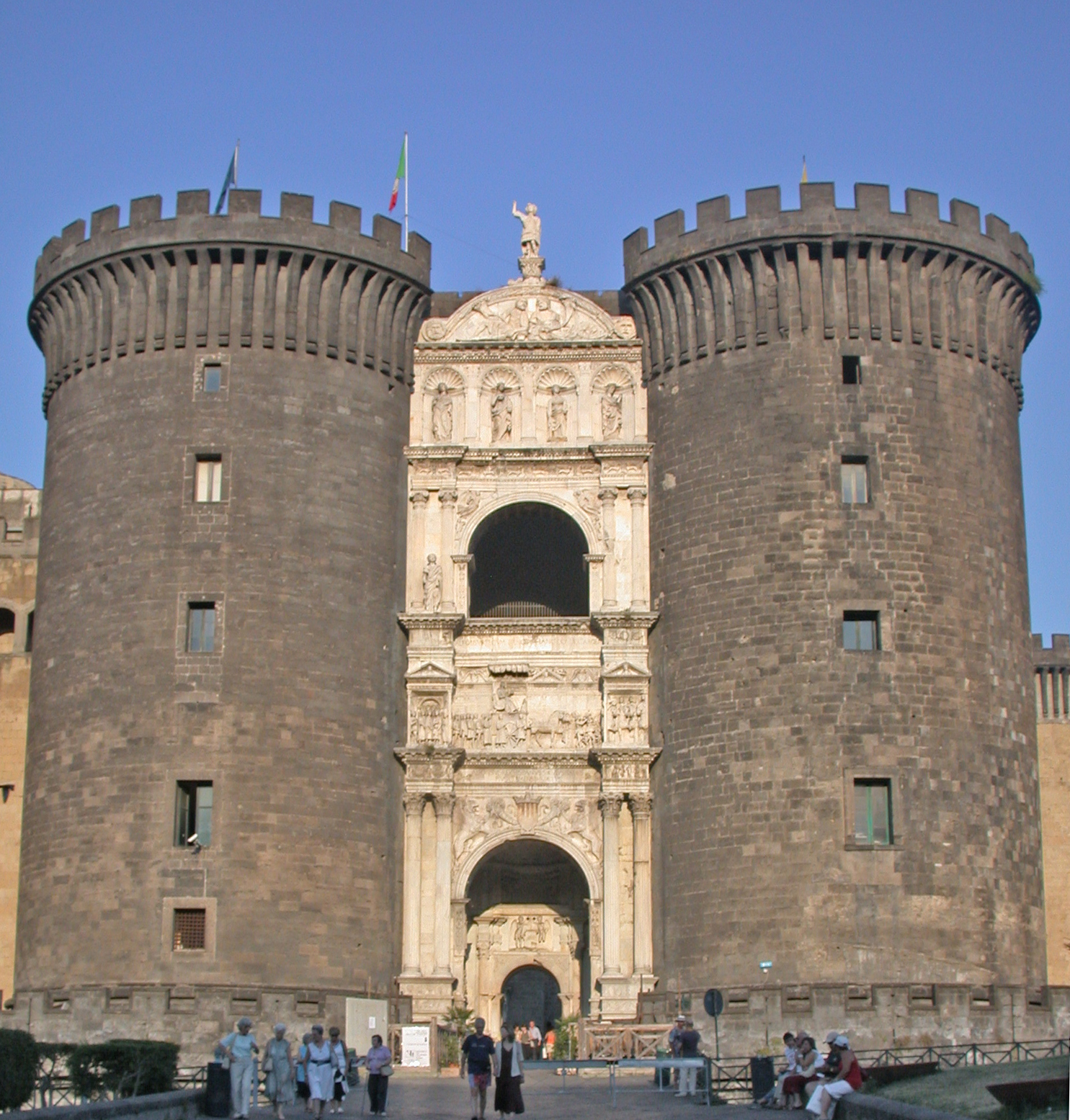
Castel Nuovo, l'arco trionfale

Essendo venuto a conoscenza che il duca di Milano, Filippo Maria Visconti, era entrato nella coalizione antiaragonese e avendo ricevuto la notizia che i suoi fratelli Giovanni ed Enrico in Castiglia erano in difficoltà, Alfonso lasciò Napoli e parte del regno nelle mani del fratello più giovane, Pietro, e si diresse in Provenza (la contea del suo nemico, Luigi III), distrusse il porto e saccheggiò e incendiò la città di Marsiglia e poi fece rotta su Barcellona. La flotta genovese del Visconti conquistò, sempre nel 1423, Gaeta, Procida, Castellammare di Stabia e Sorrento e pose l'assedio a Napoli che, assediata da terra dalle truppe di Francesco Sforza (il padre Muzio era morto durante la guerra dell'Aquila), resistette qualche mese e nell'aprile del 1424 si arrese; Pietro rientrò in Sicilia.

Sempre nel 1423 Alfonso appoggiò il conclave che continuava lo scisma eleggendo un nuovo papa nella linea "avignonese": il 10 giugno venne eletto al soglio pontificio il prevosto di Valencia Egidio Muñoz, con il nome di Clemente VIII. Alfonso, rientrato in Aragona, riprese a sostenere i fratelli, soprattutto Enrico che, perso il potere, era stato incarcerato. Alfonso, nel 1427, con le minacce era riuscito a fare liberare il fratello, che ebbe la meglio sul partito del re di Castiglia capeggiato da Álvaro de Luna che in quello stesso anno venne esiliato dalla Castiglia.

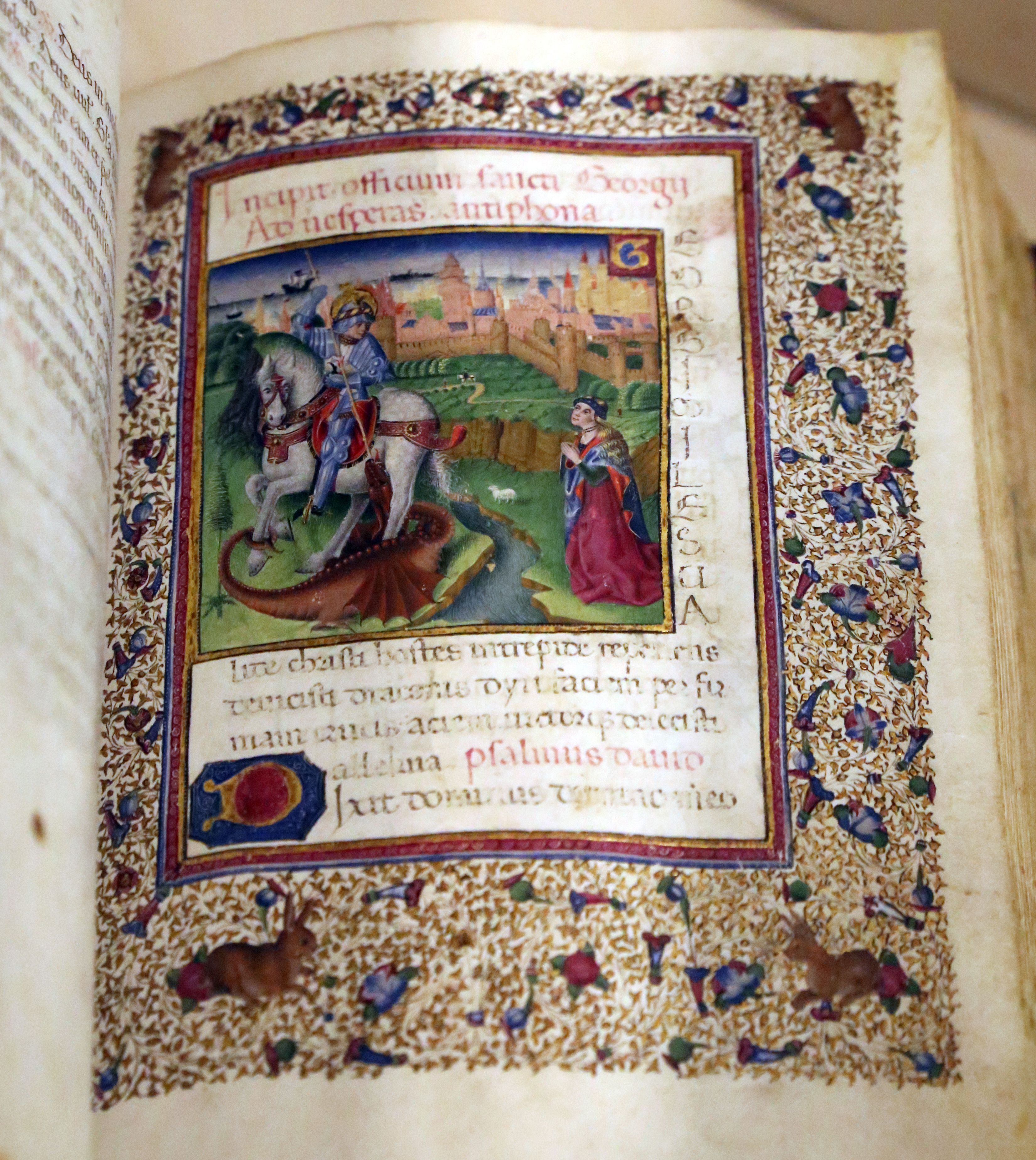
Scriptorium di castelnuovo a napoli, officia varia (libro d'ore di alfonso il magnanimo), 1450 ca. (napoli, bibl. nazionale)

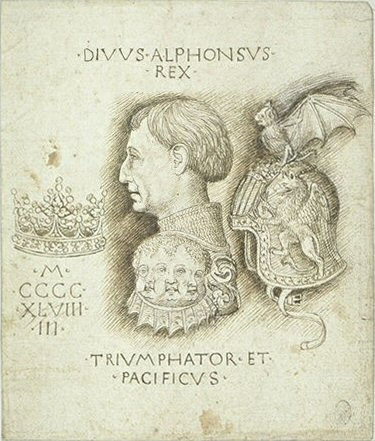
Alfonso il Magnanimo
primo Re delle Due Sicilie

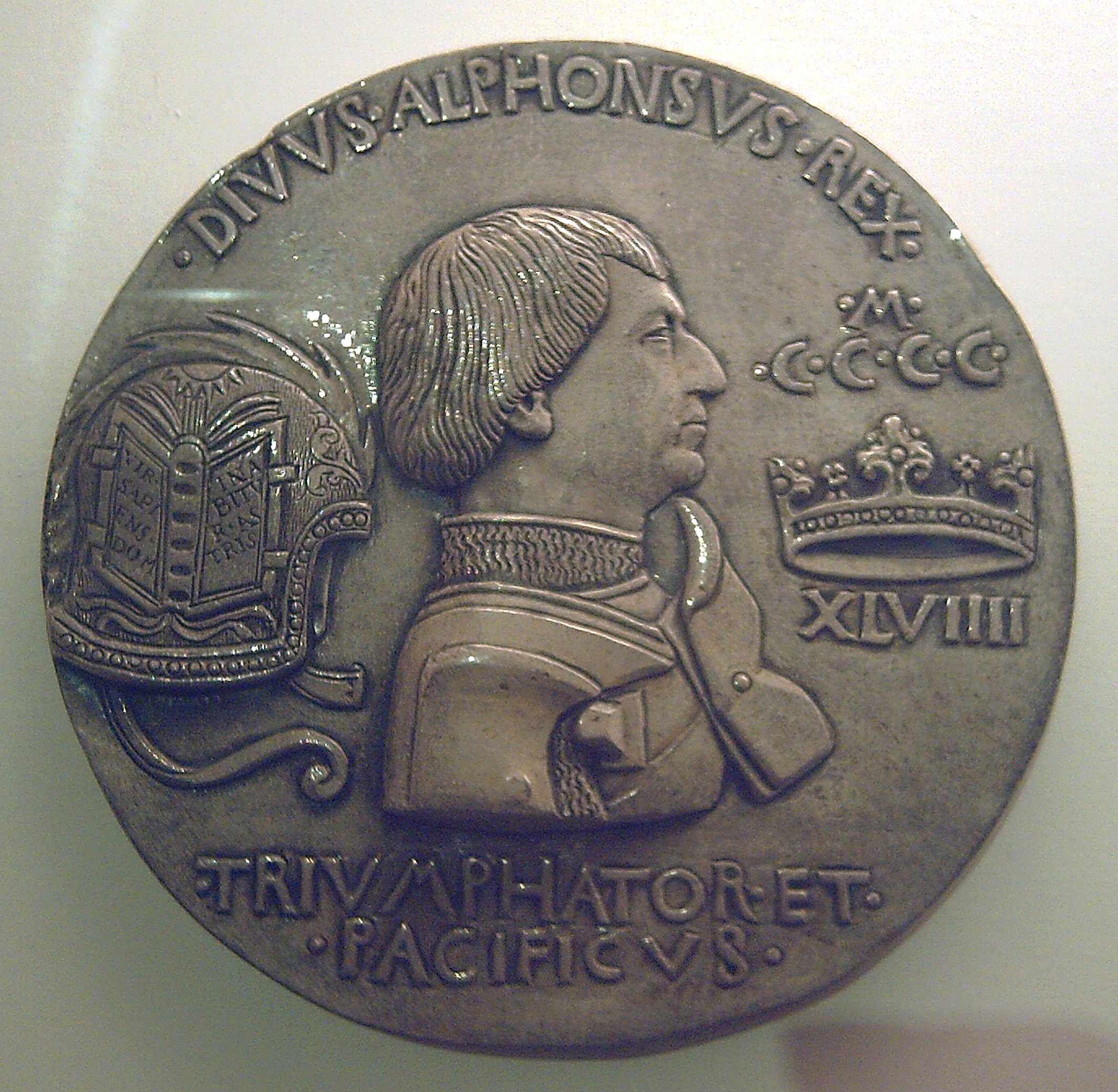
Pisanello
prima medaglia di Alfonso V d'Aragona (1449)

Due anni dopo, però, nel 1429, i fratelli vennero sconfitti. Alfonso allora intervenne militarmente in Castiglia, iniziando una guerra che terminò con il trattato di Majano del luglio del 1430, con cui si pose fine all'invasione aragonese della Castiglia; Enrico e Giovanni furono esiliati in Aragona mentre tutte le loro proprietà in Castiglia vennero confiscate. Nel 1428 aveva avuto una corrispondenza diplomatica con l'imperatore d'Etiopia, Yeshaq I, che nell'ottica di una politica antimusulmana gli offriva un'alleanza suggellata dal matrimonio di una delle sue figlie con il fratello più giovane, Pietro, purché Pietro giungesse in Etiopia accompagnato da un cospicuo numero di artigiani.

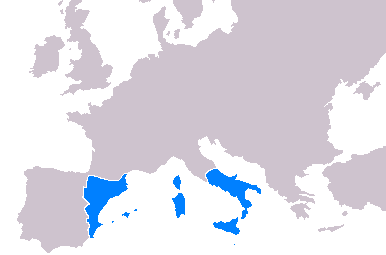
Dominii della Corona d'Aragona nel 1443

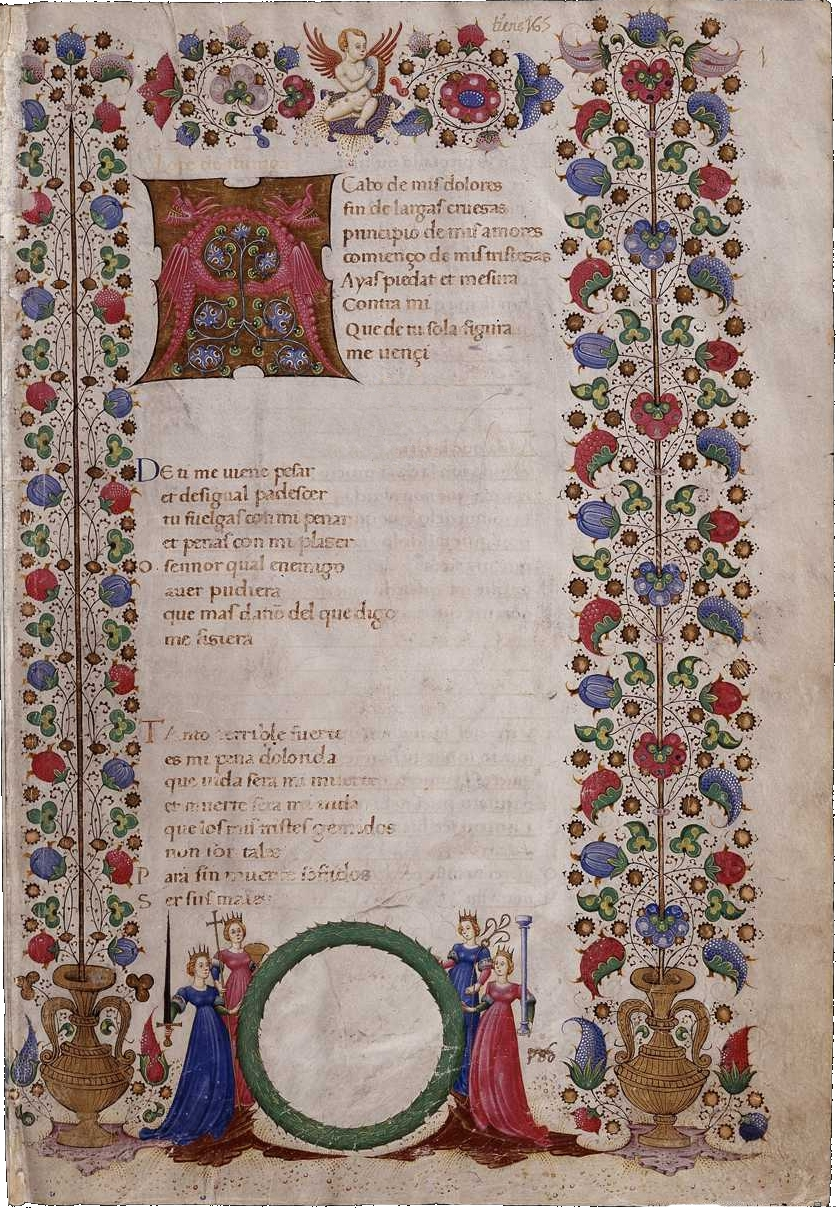
Il Cancionero de Stúñiga. Manoscritto che raccoglie poesie della corte napoletana di Alfonso V il Magnanimo

I primi artigiani che furono inviati, tuttavia, perirono lungo il tragitto (nel 1450 Alfonso riprese la corrispondenza con il successore di Yeshaq I, Zara Yaqob, confermando che avrebbe inviato gli artigiani solo se avesse avuto la garanzia che sarebbero stati protetti durante il viaggio). Nel 1432 Giovanni Caracciolo era stato ucciso in una congiura e Alfonso, che era ritornato in Sicilia, nel mese di maggio chiese alla regina Giovanna II di Napoli di reintegrarlo come erede del regno di Napoli: Alfonso fu reintegrato nel 1433. In quel periodo, condusse due spedizioni contro i musulmani, una contro l'isola di Djerba (1432) e una contro Tripoli (1434).
Nel 1434, quando il duca di Calabria Luigi III d'Angiò (l'altro erede di Giovanna II) morì, Giovanna II nominò suo successore il fratello di Luigi, Renato d'Angiò, e quando la regina stessa, nel febbraio del 1435, morì, lasciò il regno a Renato. Ma il papa Eugenio IV, signore feudale del Regno di Napoli, non diede il suo gradimento e Alfonso, accompagnato dai fratelli Giovanni ed Enrico, a cui si unì anche Pietro, tornò nel Napoletano, occupò Capua e pose l'assedio a Gaeta; poi la flotta aragonese affrontò la flotta genovese che, per conto del Visconti, andava a portare vettovaglie agli assediati di Gaeta, ma Alfonso e i suoi fratelli, alla battaglia di Ponza, furono sconfitti e fatti prigionieri dai Genovesi (solo Pietro riuscì a fuggire con due galee).

La loro madre Eleonora morì per il dolore nel 1435, poco dopo avere ricevuto la notizia della cattura di tre dei suoi figli. Catturato dal genovese Biagio Assereto, Alfonso fu consegnato al duca di Milano, Filippo Maria Visconti, per conto del quale la flotta genovese si era recata a Gaeta, e venne imprigionato. Quando ottenne di essere ricevuto dal duca, nell'ottobre dello stesso anno, Alfonso riuscì a persuadere il suo carceriere a lasciare andare liberi lui e i suoi fratelli senza il pagamento di alcun riscatto, convincendolo che era interesse di Milano non impedire la vittoria della parte aragonese a Napoli, riconoscendolo già re di Napoli.

### La conquista del Regno di Napoli
Nel 1436, con il fratello Pietro, Alfonso rioccupò Capua e si impossessò di Gaeta, mentre i fratelli Giovanni ed Enrico rientravano in Aragona. Il papa inviò in Campania un esercito guidato da Giovanni Vitelleschi. Il principe di Taranto, fedele ad Alfonso, gli mosse guerra, ma fu sconfitto e catturato. Quando la notizia giunse ad Alfonso, questi si diresse subito a Nola, dove ingaggiò battaglia costringendo il Vitelleschi a riparare verso Montefusco e a contrattare la liberazione dell'ostaggio. Nel 1437 riuscì a sfuggire a un agguato a Giugliano grazie all'aiuto della popolazione locale.
Nel 1438 tentò di mettere l'assedio a Napoli dove risiedeva Renato d'Angiò, ma fallì e il fratello Pietro perse la vita. Dopo che nel dicembre del 1439 era morto il comandante delle truppe angioine, Jacopo Caldora, le sorti della guerra volsero a favore di Alfonso, che occupò Aversa, Salerno, Benevento, Manfredonia e Bitonto (1440), praticamente riducendo Renato al solo Abruzzo e alla città di Napoli. Renato chiese aiuto al pontefice e agli Sforza. Il primo inviò il cardinale Giovanni De Ponte con un potente esercito al comando dei conte di Tagliacozzo, Antonio Orsini. L'armata si mise in marcia verso il Regno il 7 dicembre 1440. Dopo alcuni brevi scontri, il cardinale concluse una tregua e ritornò nello Stato della Chiesa. Da parte sua Francesco Sforza inviò il fratello Giovanni con un corpo di milizie.
Il 10 luglio 1441 affronta l'esercito dello Sforza a Troia. È in questa occasione che avviene l'episodio narrato da Bartolomeo Fazio di Alfonso che, avanzatosi troppo rispetto ai suoi è fatto prigioniero da un soldato sforzesco. Il soldato gli chiede il suo nome e, ricevuta la risposta di essere il re, si getta ai suoi piedi dichiarandosi suo prigioniero.
Il 10 novembre 1441 Alfonso mise sotto assedio Napoli, che cadde il 2 giugno del 1442, dopo che Renato d'Angiò ebbe abbandonato la città.

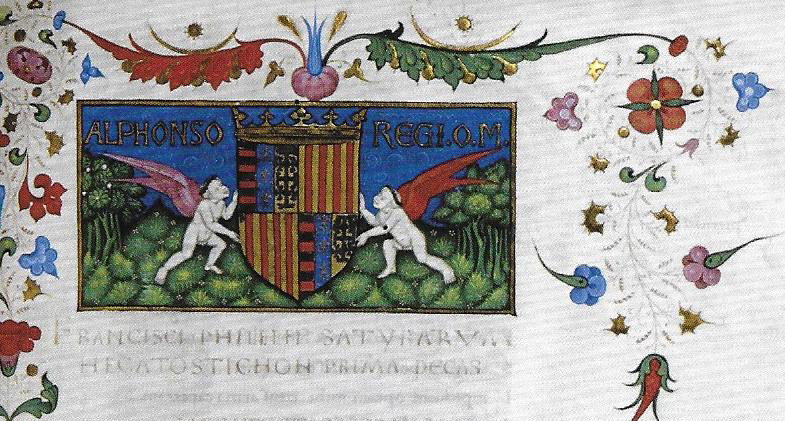
Scudo d'Armi di Alfonso I da un manoscritto del XV secolo

All'inizio del 1443 Alfonso sbaragliò le truppe di Giovanni Sforza e, dopo avere dichiarato l'unione del Regno di Sicilia con il Regno di Napoli, il 26 febbraio del 1443 fece il suo ingresso trionfale in Napoli.

### Rex utriusque Siciliae
Nel giugno del 1443 il papa Eugenio IV gli riconobbe il diritto di regnare anche sul Regno di Napoli, riconoscendolo rex utriusque Siciliae (trattato di Terracina, 14 giugno 1443).
Dal 1443 risiedette permanentemente a Napoli e non rientrò più in Aragona, nonostante le sollecitazioni della moglie Maria, che continuava a governare i suoi possedimenti nella corona d'Aragona coadiuvata da Giovanni, fratello d'Alfonso (dal 1436, Maria governava la Catalogna, mentre Giovanni governava i regni di Aragona e Valencia). Nel 1445, dopo la morte di suo fratello Enrico a seguito di una ferita ricevuta nella prima battaglia di Olmedo del 19 maggio, dove aveva subito una sconfitta unitamente al fratello Giovanni, Alfonso riprese la guerra al Regno di Castiglia, guerra che terminò solo alla morte del cognato del re di Napoli, Giovanni II re di Castiglia. Nel 1448 Alfonso portò a termine la conquista della Sardegna, con l'acquisizione di Castelgenovese, ultima fortezza dei Doria nell'isola. Nel 1447 alcuni ambasciatori francesi erano stati mandati a Barcellona per reclamare il pagamento della dote che l'infanta Iolanda di Aragona, più di quarant'anni prima, aveva promesso alla figlia, Maria d'Angiò, nel momento in cui, sposando il Delfino di Francia, Carlo, era divenuta la consorte del futuro re di Francia.
Poiché i francesi non ebbero alcuna soddisfazione da Maria di Castiglia, moglie e luogotenente di Alfonso, durante il viaggio di rientro in Francia occuparono la città di Perpignano, come pegno.

Nel 1447 Alfonso, designato da Filippo Maria Visconti erede del Ducato di Milano, alla sua morte prontamente fece occupare il Castello dalle sue truppe, ma alla nascita della Repubblica Ambrosiana le forze aragonesi furono cacciate da Milano e Alfonso rinunciò a ogni pretesa, anche se fu poi coinvolto nella guerra di successione ai Visconti.
Nel 1451 diede aiuto a Giorgio Castriota Scanderbeg, che accettò di divenire suo vassallo. Quest'aiuto, in truppe e in denaro, offerto agli albanesi, venne ricambiato dallo Scanderbeg nel 1462 durante la guerra di successione al trono di Napoli, intervenendo in favore del figlio Ferrante.
Riprese l'annosa rivalità aragonese contro la Repubblica di Genova e l'ingerenza nella sua politica interna favorendone le fazioni a lui favorevoli. Nel 1454 entrò apertamente in guerra contro Genova e nel 1458 vi pose l'assedio. La città aveva chiesto la protezione del re di Francia che aveva mandato come governatore Giovanni d'Angiò, il duca titolare di Calabria, figlio di Renato d'Angiò.

### La morte
Alfonso morì di malaria (contratta durante una battuta di caccia in Puglia), il 27 giugno 1458 (secondo il cronista Gaspare Fuscolillo, il decesso avvenne a Napoli il 26 giugno).
Lasciò il Regno di Napoli al figlio illegittimo Ferrante (legittimato da papa Eugenio IV e nominato duca di Calabria), mentre tutti gli altri titoli della corona d'Aragona, inclusa la Sicilia, che era tornata alla corona, andarono a suo fratello Giovanni. Alfonso V fu tumulato nella chiesa di San Domenico a Napoli, dove tuttora si trova il cuore. Circa due secoli dopo, parte dei resti mortali fu traslata al monastero di Santa Maria di Poblet.

## Il ritratto
Alfonso combatté e trionfò mentre ci fu quel grande sviluppo di individualità che accompagnò la rinascita del sapere e la nascita del mondo moderno. Da vero principe precursore del Rinascimento, egli favorì i letterati, che credeva avrebbero tramandato la sua fama ai posteri. Il suo amore per i classici fu eccezionale, anche per i suoi tempi. Per esempio i suoi biografi narrano che Alfonso facesse fermare il suo esercito, in segno di rispetto, prima di giungere nella città natale di un autore latino, e che portasse con sé le opere di Livio e Cesare nelle sue campagne. Il suo panegirista Panormita racconta, addirittura, che Alfonso guarì da una malattia sentendo leggere alcune pagine della storia di Alessandro Magno scritta da Quinto Curzio Rufo. Fondò, il 19 ottobre 1434, la prima università in Sicilia, a Catania.

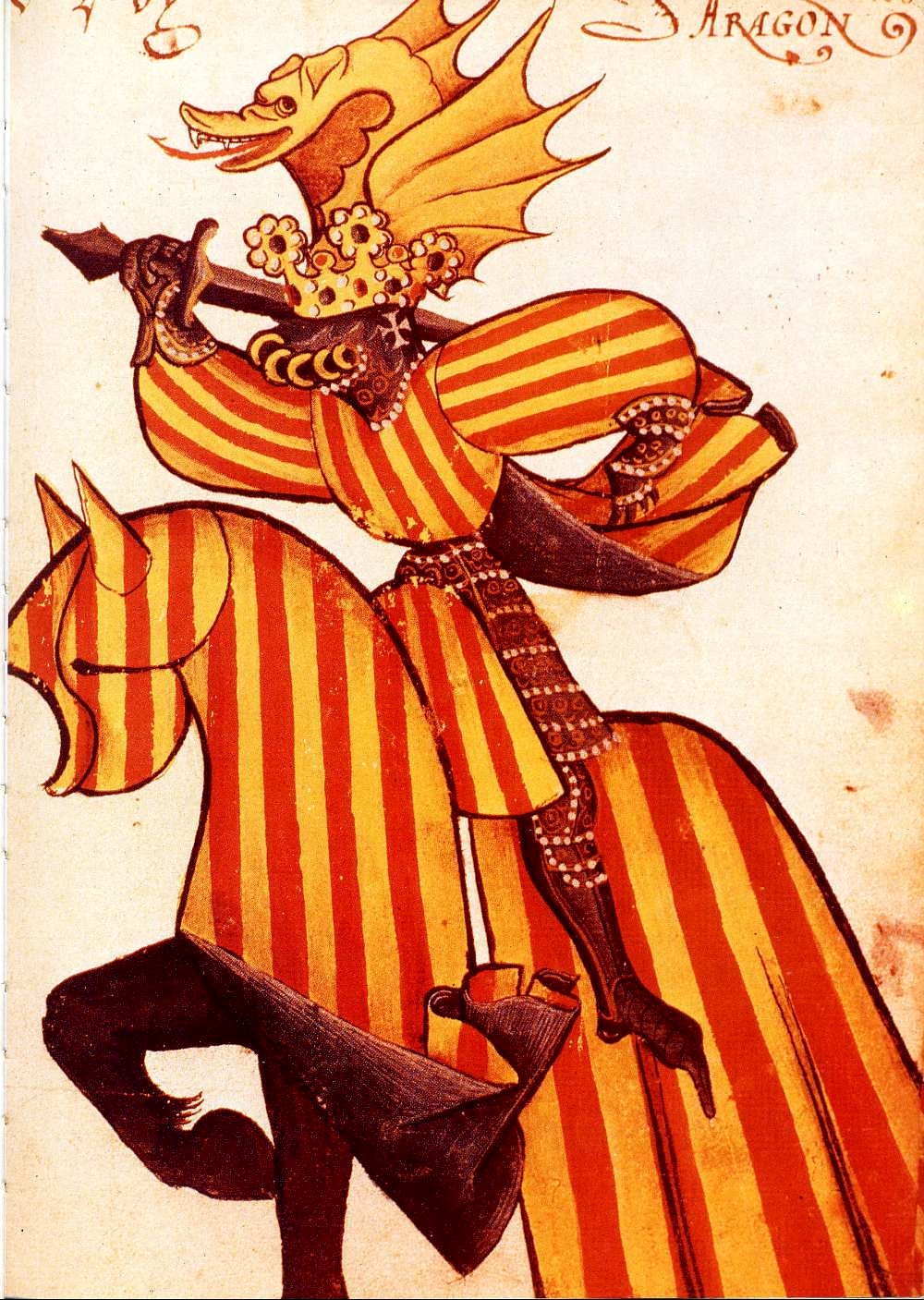
Rappresentazione araldica equestre di Alfonso V d'Aragona

Sebbene non abbia saputo accattivarsi l'animo di tutti i Napoletani, soprattutto perché volle abolire il seggio del popolo, riconobbe indubbiamente a Napoli un'importanza primaria rispetto alle altre città del suo regno facendo della città partenopea una vera e propria capitale mediterranea. Rifece Castelnuovo, danneggiato dalle continue guerre, aggiungendovi un mirabile arco di trionfo e decorandolo della superba sala del trono (chiamata in seguito sala dei baroni per la cupa tragedia del 1486 durante la quale alcuni dei più potenti baroni del regno, attirati con un tranello, vi furono uccisi).
Protesse le arti, le industrie, prime fra tutte quelle della lana e della seta, quest'ultima introdotta nel Regno di Napoli. Convennero alla sua Corte umanisti celebri come il Panormita, Lorenzo Valla, Bartolomeo Fazio, Emanuele Crisolora, e, sotto il suo successore, Giovanni Pontano. 

La popolazione di Napoli si accrebbe per continue immigrazioni, non esclusa una colonia di ebrei respinti dalla Spagna e dalla Sicilia, fino a raggiungere i centomila abitanti alla fine del XV secolo.

## Gli amori
Durante i trent'anni trascorsi a Napoli, Alfonso ebbe alcune amanti ufficiali: Margarita Fernández de Hijar, nobildonna aragonese, Gueraldona Carlino, nobildonna catalana o italiana, sposata a Gaspar Reverdit di Barcellona e da cui ebbe tre figli (fra cui l'unico maschio e suo erede Ferrante), Ippolita, nobildonna napoletana, da cui ebbe una figlia, Colia de' Giudici, Contessa d'Appiano d'Aragona. I suoi grandi amori furono però l'amalfitana Lucrezia d'Alagno, incontrata nel 1448, che colmò di attenzioni e regali e che avrebbe resa sua regina, se non fosse già stato sposato, e Gabriele Correale di Sorrento, bellissimo giovinetto, ch'egli amò alla follia e che avrebbe reso il più potente feudatario del regno, se la morte non lo avesse colto alla tenera età di diciannove anni.

## Discendenza
Alfonso V non ebbe alcun figlio dalla moglie Maria (dei 43 anni di matrimonio, Alfonso ne passò circa 30 in Italia, lontano dalla consorte), ebbe tuttavia un figlio e almeno tre figlie naturali dalle sue amanti.
Gueraldona Carlino gli diede tre figli illegittimi:
- Ferdinando I, detto Ferrante (1423-1494), re di Napoli. Si sposò due volte ed ebbe numerosi figli, sia legittimi che naturali;
- Maria d'Aragona (?-1449). Sposò Leonello d'Este, senza discendenza;
- Eleonora d'Aragona (?-1474). Nel 1444 sposò il principe di Rossano Marino Marzano, a cui diede un figlio e cinque figlie.

Ebbe una figlia illegittima anche da Ippolita:
- Colia de' Giudici (Troia, ? - Piombino, circa 1474). Cresciuta come figlia putativa di Giovanni de' Giudici, legittimo marito della madre. Sposò Emanuele d'Appiano, Signore di Piombino e Conte Palatino del Sacro Romano Impero dal 1441, a cui diede un figlio, Jacopo III Appiano, da cui Jacopo IV d'Appiano d'Aragona, dal 1509, Principe del Sacro Romano Impero, e una figlia, Polissena.[18]

## Ascendenza
|                               |                         |                            | Genitori                      |  |  | Nonni |  |  | Bisnonni               |  |  | Trisnonni               |  |
|                               |                         |                            |                               |  |  |       |  |  | Enrico II di Castiglia |  |  | Alfonso XI di Castiglia |  |
|                               |                         |                            |                               |  |  |       |  |  | Enrico II di Castiglia |  |  | Alfonso XI di Castiglia |  |
|                               |                         | Eleonora di Guzmán         |                               |  |  |       |  |  | Enrico II di Castiglia |  |  |                         |  |
| Giovanni I di Castiglia       |                         |                            |                               |  |  |       |  |  | Enrico II di Castiglia |  |  |                         |  |
|                               |                         | Giovanna Manuele           | Giovanni Manuele              |  |  |       |  |  |                        |  |  |                         |  |
|                               |                         | Giovanna Manuele           | Giovanni Manuele              |  |  |       |  |  |                        |  |  |                         |  |
|                               |                         | Giovanna Manuele           | Bianca de La Cerda y Lara     |  |  |       |  |  |                        |  |  |                         |  |
| Ferdinando I di Aragona       |                         | Giovanna Manuele           |                               |  |  |       |  |  |                        |  |  |                         |  |
|                               |                         | Pietro IV di Aragona       | Alfonso IV di Aragona         |  |  |       |  |  |                        |  |  |                         |  |
|                               |                         | Pietro IV di Aragona       | Alfonso IV di Aragona         |  |  |       |  |  |                        |  |  |                         |  |
|                               |                         | Pietro IV di Aragona       | Teresa di Entenza             |  |  |       |  |  |                        |  |  |                         |  |
| Eleonora d'Aragona            |                         | Pietro IV di Aragona       |                               |  |  |       |  |  |                        |  |  |                         |  |
|                               |                         | Eleonora di Sicilia        | Pietro II di Sicilia          |  |  |       |  |  |                        |  |  |                         |  |
|                               |                         | Eleonora di Sicilia        | Pietro II di Sicilia          |  |  |       |  |  |                        |  |  |                         |  |
|                               |                         | Eleonora di Sicilia        | Elisabetta di Carinzia        |  |  |       |  |  |                        |  |  |                         |  |
| Alfonso V d'Aragona           |                         | Eleonora di Sicilia        |                               |  |  |       |  |  |                        |  |  |                         |  |
|                               | Alfonso XI di Castiglia | Ferdinando IV di Castiglia |                               |  |  |       |  |  |                        |  |  |                         |  |
|                               | Alfonso XI di Castiglia | Ferdinando IV di Castiglia |                               |  |  |       |  |  |                        |  |  |                         |  |
|                               | Alfonso XI di Castiglia | Costanza del Portogallo    |                               |  |  |       |  |  |                        |  |  |                         |  |
| Sancho Alfonso d'Alburquerque | Alfonso XI di Castiglia |                            |                               |  |  |       |  |  |                        |  |  |                         |  |
|                               |                         | Eleonora di Guzmán         | Pietro Núñez di Guzmán        |  |  |       |  |  |                        |  |  |                         |  |
|                               |                         | Eleonora di Guzmán         | Pietro Núñez di Guzmán        |  |  |       |  |  |                        |  |  |                         |  |
|                               |                         | Eleonora di Guzmán         | Giovanna Ponzia di Lèon       |  |  |       |  |  |                        |  |  |                         |  |
| Eleonora d'Alburquerque       |                         | Eleonora di Guzmán         |                               |  |  |       |  |  |                        |  |  |                         |  |
|                               |                         | Pietro I del Portogallo    | Alfonso IV del Portogallo     |  |  |       |  |  |                        |  |  |                         |  |
|                               |                         | Pietro I del Portogallo    | Alfonso IV del Portogallo     |  |  |       |  |  |                        |  |  |                         |  |
|                               |                         | Pietro I del Portogallo    | Beatrice di Castiglia         |  |  |       |  |  |                        |  |  |                         |  |
| Beatrice del Portogallo       |                         | Pietro I del Portogallo    |                               |  |  |       |  |  |                        |  |  |                         |  |
|                               |                         | Inés de Castro             | Pedro Fernández de Castro     |  |  |       |  |  |                        |  |  |                         |  |
|                               |                         | Inés de Castro             | Pedro Fernández de Castro     |  |  |       |  |  |                        |  |  |                         |  |
|                               |                         | Inés de Castro             | Aldonza Lorenzo de Valladares |  |  |       |  |  |                        |  |  |                         |  |
|                               |                         | Inés de Castro             |                               |  |  |       |  |  |                        |  |  |                         |  |